# دهستان انگوت شرقی
دهستان انگوت شرقی، یکی از دهستان‌های بخش مرکزی شهرستان انگوت در استان اردبیل ایران است. مرکز این دهستان، روستای محمدتقی کندی است.

## جمعیت
بر پایه سرشماری عمومی نفوس و مسکن در سال ۱۳۹۵، جمعیت دهستان انگوت شرقی برابر با ۶٬۷۶۱ نفر بوده‌است.